# Manon Genêt
Manon Genêt (* 26. Juni 1989 in La Rochelle) ist eine ehemalige französische Triathletin. Sie ist Staatsmeisterin auf der Triathlon-Mitteldistanz (2021), Vizeweltmeisterin auf der Triathlon-Langdistanz (2021) und sie wird in der Bestenliste französischer Triathletinnen auf der Ironman-Distanz geführt.

## Werdegang
Manon Genêt war als Jugendliche in der Leichtathletik aktiv, sie betreibt Triathlon seit 2013 und spezialisierte sich auf die längeren Distanzen.
Im Juni 2016 wurde sie in Baudreix hinter Charlotte Morel Vizestaatsmeisterin auf der Triathlon-Langdistanz. Im April 2017 startete sie beim Ironman South Africa erstmals auf der Ironman-Distanz (3,86 km Schwimmen, 180,2 km Radfahren und 42,195 km Laufen) und wurde Zwölfte bei den Profi-Frauen.
Beim Ironman Malaysia holte sie sich im November 2017 die Bronzemedaille.
Im April 2018 wurde die damals 28-Jährige Fünfte beim Ironman South Africa und sie erzielte in Port Elizabeth mit 9:21:59 Stunden die zweitschnellste Zeit einer französischen Athletin auf der Ironman-Distanz. 2018 holte sie sich in Aix-en-Provence und Nizza auch zwei Siege auf der Mitteldistanz bei den Ironman 70.3-Rennen (1,9 km Schwimmen, 90 km Radfahren und 21,1 km Laufen). Im Oktober startete sie bei den Ironman World Championships auf Hawaii und belegte als einzige französische Profi-Athletin den 31. Rang.
Im Mai 2019 wurde sie in Spanien Vierte bei der Weltmeisterschaft auf der Triathlon Langdistanz. Beim Ironman France im Juni 2019 belegte die 30-Jährige Dritte wie im Vorjahr den dritten Rang. Im September wurde sie beim Ironman Wales nach 9:52 Stunden Zweite.

### ITU Weltmeister Triathlon Langdistanz 2021
Im Juni 2021 wurde Manon Genêt an der Côte d’Azur französische Staatsmeisterin auf der Triathlon Mitteldistanz.
Im September wurde die 32-Jährige bei der Challenge Almere-Amsterdam ITU-Vizeweltmeisterin auf der Triathlon Langdistanz.
Seit August 2022 tritt sie nicht mehr international in Erscheinung. Im April 2023 verletzte sich die 33-Jährige bei einem Sturz mit dem Fahrrad.
Manon Genêt lebt in Toulouse.

## Sportliche Erfolge
| Datum/Jahr    | Platz | Wettbewerb                                                    | Austragungsort        | Zeit     | Bemerkung                                                                |
| ------------- | ----- | ------------------------------------------------------------- | --------------------- | -------- | ------------------------------------------------------------------------ |
| 7. Mai 2022   | 4     | Ironman 70.3 Mallorca                                         | Alcúdia               | 04:32:46 |                                                                          |
| 6. Juni 2021  | 1     | FRA Middle Distance Triathlon National Championships          | Cagnes-sur-Mer        | 04:37:52 | Staatsmeisterin auf der Mitteldistanz                                    |
| 6. Dez. 2020  | 14    | PTO Professional Triathletes Organisation World Championships | Daytona Beach         | 03:36:35 | PTO-Weltmeisterschaft (2 km Schwimmen, 80 km Radfahren und 18 km Laufen) |
| 7. Sep. 2019  | 8     | Ironman 70.3 World Championships                              | Nizza                 | 04:34:14 | beste Französin bei der Weltmeisterschaft                                |
| 16. Sep. 2018 | 1     | Ironman 70.3 Nizza                                            | Nizza                 | 04:46:29 | [ 4 ]                                                                    |
| 13. Mai 2018  | 1     | Ironman 70.3 Pays d’Aix France                                | Aix-en-Provence       | 04:24:22 |                                                                          |
| 8. Okt. 2017  | 1     | Natureman du Verdon                                           | Les Salles-sur-Verdon | 04:48:18 | 2 km Schwimmen, 92 km Radfahren und 20 km Laufen                         |
| 5. Juli 2015  | 5     | FRA Middle Distance Triathlon National Championships          | Gravelines            | 04:50:11 | Staatsmeisterschaft auf der Mitteldistanz                                |

| Datum/Jahr    | Platz | Wettbewerb                                         | Austragungsort | Zeit     | Bemerkung                                                                           |
| ------------- | ----- | -------------------------------------------------- | -------------- | -------- | ----------------------------------------------------------------------------------- |
| 21. Aug. 2022 | 8     | ITU Long Distance Triathlon World Championships    | Šamorín        | 03:46:57 | hinter Lucy Charles-Barclay                                                         |
| 5. Juni 2022  | 3     | Ironman Hamburg                                    | Hamburg        | 08:52:02 | Ironman European Championships                                                      |
| 12. Sep. 2021 | 2     | ITU Long Distance Triathlon World Championships    | Almere         | 08:34:22 | Vizeweltmeisterin auf der Triathlon Langdistanz pers. Bestzeit                      |
| 15. Sep. 2019 | 2     | Ironman Wales                                      | Tenby          | 09:52:28 |                                                                                     |
| 30. Juni 2019 | 3     | Ironman France                                     | Nizza          | 08:14:01 | Radfahren verkürzt wegen der hohen Temperaturen auf 152 km und das Laufen auf 30 km |
| 4. Mai 2019   | 4     | ITU Long Distance Triathlon World Championships    | Pontevedra     | 05:54:16 | Weltmeisterschaft auf der Triathlon Langdistanz                                     |
| 14. Okt. 2018 | 49    | Ironman Hawaii                                     | Hawaii         | 09:54:25 | Ironman World Championships; Rang 31 bei den Profi-Frauen                           |
| 24. Juni 2018 | 3     | Ironman France                                     | Nizza          |          |                                                                                     |
| 15. Apr. 2018 | 5     | Ironman South Africa                               | Port Elizabeth | 09:21:59 |                                                                                     |
| 11. Nov. 2017 | 3     | Ironman Malaysia                                   | Langkawi       | 09:36:13 |                                                                                     |
| 2. Apr. 2017  | 13    | Ironman South Africa                               | Port Elizabeth | 09:50:32 |                                                                                     |
| 19. Juni 2016 | 2     | FRA Long Distance Triathlon National Championships | Baudreix       | 05:55:44 | Vizestaatsmeisterin auf der Langdistanz                                             |

(DNF – Did Not Finish)